# 土布艾岛
土布艾島（法語：Tubuai，發音：[tubwaj]；亦作Tubuaʻi、Tupuaʻi）是南太平洋法屬波利尼西亞的島嶼，屬於南方群島的一部分，位於大溪地西南640公里，由同名市镇管辖，長9.1公里、寬4.5公里，面積45平方公里，最高點海拔高度385米，2016年人口2,294。